# Spimfab
Spimfab (av SPI Miljösaneringsfond AB) är ett bolag som har till uppgift att  rena marken på före detta bensinstationer. Det är ett frivilligt initiativ från oljebolagen, som syftar till att göra marksaneringen kostnadseffektiv. Enligt Spimfab själva gynnar samarbetet fastighetsägarna, oljebolagen, myndigheterna och samhället, och har inget vinstintresse. Spimfab är viktigt inom miljökonsultbranschen, eftersom många reningsprojekt inte skulle kunna genomföras utan finansiering från fonden. Enligt Naturvårdsverket är Spimfab den största enskilda aktören på området, näst efter statens bidragssystem. Fonden grundades 1997 och ägs idag av Bilisten i Sverige AB, ConocoPhillips Nordic AB, Norsk Hydro Olje AB, OK-Q8 AB, Preem Petroleum AB, Skandinaviska Bensin AB din-X, AB Svenska Shell och Svenska Statoil AB.
I Sverige är 500 objekt identifierade som förorenade områden i Spimfabs regi. Som jämförelse kan nämnas att motsvarande siffra för deponier är 700 objekt, och 250 militära objekt. Totalt räknar man med att det finns 38 000 marksaneringförorenade områden i Sverige.
Spimfab grundar sig i en överenskommelse mellan i Sverige verksamma oljebolag, Naturvårdsverket och Sveriges Kommuner och Landsting. Samma parter har också bildat Spimfabs saneringsråd, vilket har till uppgift att ta fram rekommendationer för hur arbetet ska genomföras. Det är sedan Spimfab som utför det praktiska arbetet. För att sanering ska finansieras av Spimfab krävs att bensinstationen förorenades mellan 1 juli 1969 och 31 december 1994.